# Główny podejrzany
Główny podejrzany (ang. Prime Suspect) – angielski serial kryminalny z Helen Mirren w roli głównej, emitowany w telewizji ITV w latach 1991–2006 w siedmiu kilkuodcinkowych seriach. Opowiada o policjantce Jane Tennison, która rozwiązuje trudne zagadki kryminalne, zmagając się jednocześnie z alkoholizmem i samotnością.
W Polsce TVP1 wyemitowała w 2005 roku 6. serię Głównego podejrzanego.
Serial zdobył liczne nagrody BAFTA i Emmy.